# Бондаренко, Виталий Леонидович
Виталий Леонидович Бондаренко (род. 2 октября 1985, Хойники, Гомельская область, БССР) — белорусский боксёр-любитель, тренер, выступавший в средней весовой категории. Мастер спорта международного класса, член национальной сборной, участник Олимпийских игр 2020 года, чемпионат мира среди студентов (2008) в любителях.

## Биография
Родился 2 октября 1985 года в городе Хойники. После аварии на Чернобыльской АЭС семья переехала в Островец. Боксом начал заниматься, учась во 2-3 классе. Первый тренер будущего спортсмена — Алексей Маргуж. В Островце окончил среднюю школу № 1. В Гродненском училище олимпийского резерва проучился один курс, окончил Белорусский университет физической культуры. Боксёр белорусской команды «Динамо».

## Спортивная карьера
На чемпионате мира 2007 года в Чикаго в предварительном раунде проиграл со счётом 11:21 азербайджанцу Рахибу Байларову.
В 2008 году на чемпионате мира среди студентов стал победителем в весовой категории до 75 кг.
В июне 2011 года на чемпионате Европы в Анкаре проиграл в 1/8 финала турку Адему Кылыччи, взявшему серебро турнира.
В апреле 2012 года в 1/8 финала олимпийской квалификации победил со счётом 14:10 француза Рашида Амани. В полуфинале проиграл со счётом 7:14 английскому боксёру Энтони Огого, который на Олимпийских играх в Лондоне взял бронзовую медаль.
На турнире «Странджа-2013» в Болгарии в финале проиграл со счётом 10:15 россиянину Максиму Газизову. В июне 2013 года на чемпионате Европы в Минске вышел в четвертьфинал, победив в 1/8 финала грузина Жабу Хочиташвили, но уступив румыну Богдану Юратони выбыл из турнира .
В октябре 2013 года на чемпионате мира в Алма-Ате в предварительном раунде со счётом 2:1 победил американца Ле’Шоуна Родригеса. В следующем раунде, 1/16 финала, Виталий проиграл бразильцу Экскиве Фалкану, который на момент боя занимал 1 место в рейтинге боксёров-любителей до 75 кг.
Летом 2015 года принял участие в первых Европейских играх в Баку, проиграв в четвертьфинале азербайджанцу Хайбуле Мусалову. В июне 2015 года на чемпионате Европы в Самокове в 1/16 финала победил со счётом 3:0 серба Александра Дреновака, но в связи с травмой отказался от следующего боя с украинцем Валерием Харламовым.
В марте 2016 года на турнире Gee Bee 2016 в Хельсинки взял бронзовую медаль, уступив в полуфинале французу Кристиану М’Бийи Асомо. На Европейской олимпийской квалификации в Турции Виталий выиграл боксера из Греции и Бельгии, и проиграл в четвертьфинале немцу Кшеку Паскали, не получил лицензию на Олимпийские игры в Бразилии. Вторая попытка прошла на мировой олимпийской квалификации в Баку, где спортсмен победил киприота Андреаса Коккиноса и уступил в 1/16 финала ирландцу Майклу О’Рейлли.
На чемпионате Европы 2017 года в Харькове Виталий победил Альязо Венко из Словении и проиграл в 1/8 финала.
В ноябре 2018 года на Кубке Беларуси в Орше победил в весовой категории 75 кг.
В апреле 2019 года на чемпионате Беларуси в Гомеле Бондаренко проиграл Вадиму Панкову со счётом 2:3, тем самым попав в резервный состав участников Европейских игр 2019 года. На чемпионате мира 2019 года в Екатеринбурге Виталий в первом раунде победил корейца Ким Джинджэ со счётом 4:1, а в 1/16 финала — новозеландца Райана Скайфа со счётом 5:0. В 1/8 раунде уступил итальянцу Сальваторе Кавальяро со счётом 0:5.
В 2021 году принял участие в европейских квалификационных соревнованиях, которые проходили в Париже. Виталий провёл 3 боя. В первом он одолел боксёра из Турции, во втором попал на действующего чемпиона мира из России — и уступил, а в третьем уверенно победил боксёра из Бельгии. Как итог Виталий Бондаренко стал участником Олимпийских игр-2020.
Где он выступил в весовой категории до 75 кг, и в первом же раунде соревнований проиграл по очкам (0:5) американцу Трою Айсли.

## Личная жизнь
Две дочери — Валерия, Дарья и сын Марк.